# Derwentia perfoliata
Derwentia perfoliata là một loài thực vật có hoa trong họ Mã đề. Loài này được (R.Br.) Raf. mô tả khoa học đầu tiên năm 1838.